# فرانسیس کالینز
فرانسیس سِلِر کالینز (به انگلیسی: Francis Sellers Collins)‏(متولد ۱۴ آوریل ۱۹۵۰) متخصص ژنتیک و زیست‌شناس آمریکایی است، که به دلیل کشفیات برجسته دربارهٔ بیماری‌های ژنتیکی و سرپرستی پروژه ژنوم انسان شهرت دارد. Endocrine Society از وی به عنوان یکی از موفق‌ترین دانشمندان عصر ما نام می‌برد.
او همچنین ریاست موسسه ملی سلامتی در مریلند را عهده‌دار است.

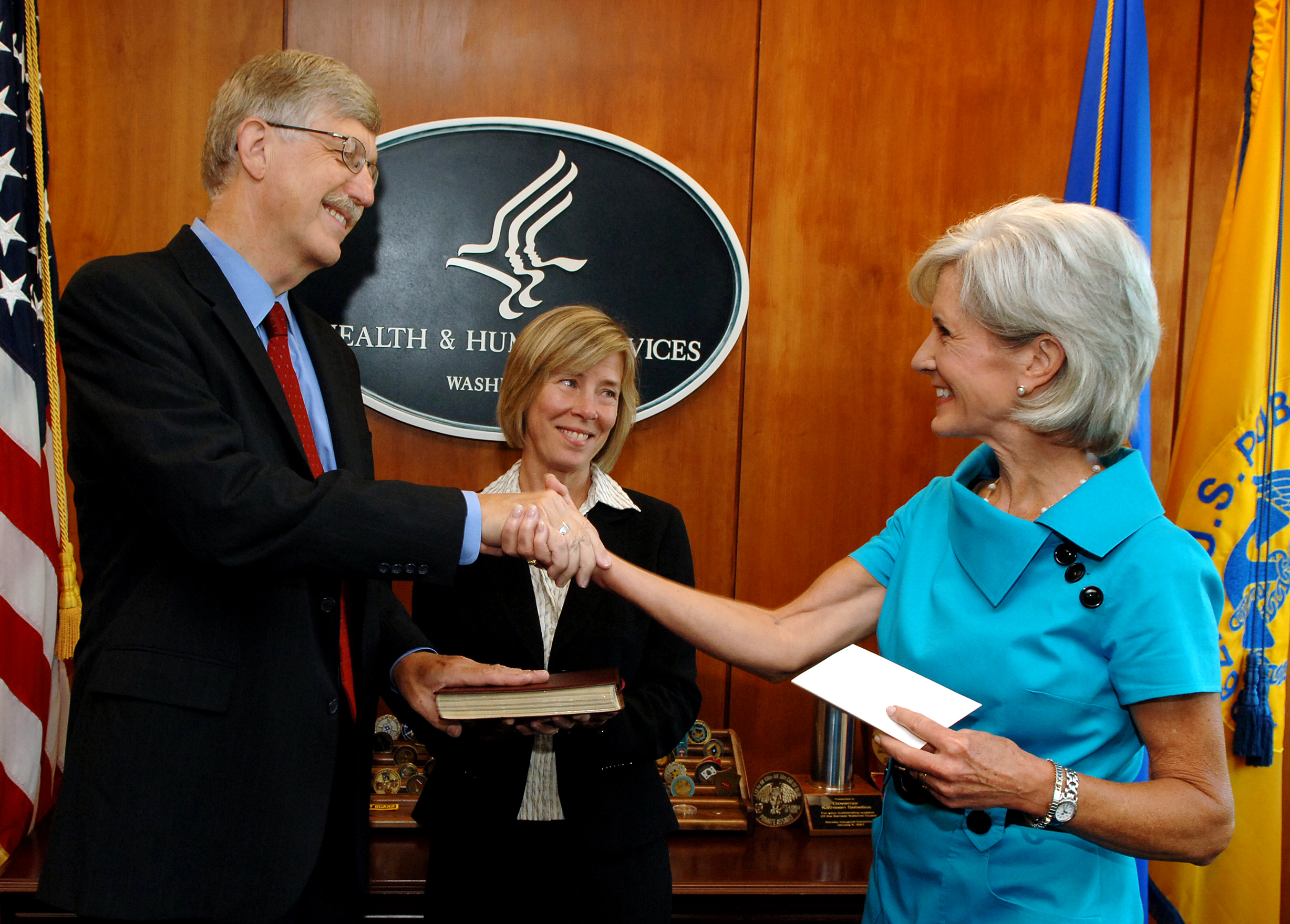
کالینز سوگند یاد می‌کند.

پاپ بندیکت شانزدهم در سال ۲۰۰۹ او را به ریاست آکادمی کاتولیک علوم منصوب کرد.
فرانسیس کالینز در یک مزرعه کوچک در دره شناندوآ ویرجینیا بزرگ شد. پدرش علاوه بر پرورش گاو و گوسفند، در کالج زنان مجاور تدریس می‌کرد. مادرش، نمایشنامه نویس، تا کلاس ششم او را در خانه آموزش داد. وقتی کالینز در ۱۶ سالگی از دبیرستان فارغ‌التحصیل شد، مصمم شد که یک شیمی‌دان شود. در آن زمان، او هیچ علاقه ای به زیست‌شناسی نداشت، که آن را بی نظم و غیرقابل پیش‌بینی می‌دانست. در دانشگاه ویرجینیا، او همچنان از زیست‌شناسی اجتناب کرد، ترجیح داد که روی شیمی و فیزیک تمرکز کند. وی پس از فارغ‌التحصیلی ممتاز از دانشگاه ویرجینیا، شروع به کار در مقطع دکترای شیمی فیزیک در دانشگاه ییل کرد. در ییل، او یک دوره بیوشیمی را گذراند و ابتدا با DNA و rna، مولکولهایی که کد زندگی را حمل می‌کنند، روبرو شد.
کالین که مجذوب انقلاب نوظهور در علم ژنتیک شده بود، شروع به تجدید نظر در انتخاب شغل خود کرد و به دنبال راهی برای استفاده از تحصیلات علمی خود به سود فوری هم نوعان خود بود. کالین در حالی که هنوز رساله دکترای خود را در شیمی فیزیک به پایان می‌رساند، در دانشکده پزشکی دانشگاه کارولینای شمالی ثبت نام کرد و به رشته ژنتیک پزشکی معرفی شد. سرانجام او رشته‌ای را یافت که به او امکان می‌داد اشتیاق خود را برای تحقیق با عقاید انسانی خود ترکیب کند.
۱۹۹۳: فرانسیس در میکروسکوپ برخورد می‌کند، نقشه‌برداری از ژن‌های انسانی انجام می‌دهد، و در موسسات ملی آزمایشگاه بهداشت کار می‌کند.
پس از اتمام دوره دستیاری خود در پزشکی داخلی در چپل تپه، کارولینای شمالی، وی برای بورسیه ژنتیک انسانی به ییل بازگشت. او بعداً به عضو هیئت علمی دانشگاه میشیگان درآمد و به سرعت در رده‌های علمی قرار گرفت. در ییل و میشیگان، او روش‌هایی را برای عبور از رشته‌های بزرگ DNA برای شناسایی ژن‌های غیرطبیعی ایجاد کرد. این رویکرد، که وی «شبیه سازی موضعی» نامید، امکان شناسایی ژن‌های مسئول بسیاری از اختلالات را فراهم می‌کند.
تیم تحقیقاتی وی همراه با lap-chee tsui و jack riordan بیمارستان مخصوص کودکان بیمار در تورنتو کانادا ژن فیبروز کیستیک را در سال ۱۹۸۹ شناسایی کردند. به دنبال آن ژن نوروفیبروماتوز توسط گروه وی در سال ۱۹۹۰ شناسایی شد و در سال ۱۹۹۳، او «پس از طولانی‌ترین و ناامیدکننده‌ترین جستجو در سالنامه زیست‌شناسی مولکولی» کالینز و محققان ژنتیکی همکار وی ژن معیوبی را ایجاد می‌کنند که باعث بیماری هانتینگتون می‌شود. بیماری هانتینگتون نوعی اختلال ارثی مغزی غیرقابل درمان است که منجر به مرگ سلولهای مغزی می‌شود.
فرانسیس کولینز جایزه صفحه طلایی را به جیمز ای اهدا کرد. stowers، بنیانگذار سرمایه‌گذاری قرن آمریکایی و مؤسسه stowers برای تحقیقات پزشکی، در اجلاس آکادمی موفقیت ۲۰۰۱ در سن آنتونیو.
فرانسیس کالینز جوایز ملی و بین‌المللی متعددی را برای تحقیقات خود دریافت کرده‌است و عضوی از مؤسسه پزشکی و آکادمی ملی علوم است. آزمایشگاه خودش فعال است و ژنتیک مولکولی بیماریها از جمله دیابت بزرگسالان و اختلال پیری زودرس معروف به پروژریا را مطالعه می‌کند.
۱۸ دسامبر ۲۰۰۳: مقاله ای در مجله طبیعت، "پروژه hapmap بین‌المللی". پروژه hapmap بین‌المللی یک بانک اطلاعاتی گسترده در ژنوم از تنوع ژنتیکی انسان برای استفاده در مطالعات انجمن ژنتیکی بیماریهای مشترک تولید کرده‌است.
۲۰۰۳: مقاله ای در طبیعت، "پروژه بین‌المللی hapmap". پروژه hapmap بین‌المللی یک بانک اطلاعاتی گسترده در ژنوم از تنوع ژنتیکی انسان برای استفاده در مطالعات انجمن ژنتیکی بیماریهای مشترک تولید کرده‌است.
کالینز در سال ۱۹۹۳ برای جانشینی جیمز واتسون به عنوان مدیر مرکز ملی تحقیقات ژنوم انسانی در موسسات ملی بهداشت، دعوتنامه ای را پذیرفت. در این نقش، کلینز بر تلاش ۱۵ میلیارد دلاری برای یافتن و ترسیم نقشه هر ژن در DNA انسان تا سال ۲۰۰۵ نظارت کرد. بسیاری این مهم‌ترین اقدام تاریخ علم را می‌دانند. کالینز پروژه را زودتر از موعد مقرر و زیر بودجه نگه داشت. در ژوئن ۲۰۰۰، مرکز به اولین طرح خشن از ژنوم انسانی دست یافته بود. توسط آوریل ۲۰۰۳، دکتر کالینز می‌تواند تکمیل کل توالی ژنوم انسان را اعلام کند. همان‌طور که عملکرد دقیق هر ژن را یادمی‌گیریم، اکتشافات جدید در مبارزه با نقایص مادرزادی و بیماری وراثتی فواید بی شماری به دست می‌آورند.
عضو شورای جوایز دکتر فرانسیس کالینز در اجلاس دستاوردهای بین‌المللی ۲۰۰۴ در شیکاگو، ایلینوی، جایزه صفحه طلایی را به آقا جان سولستون، دریافت کننده جایزه نوبل پزشکی برای تحقیقات ژنتیکی، اهدا کرد.
فرانسیس کالینز تعدادی کتاب در زمینه علوم، پزشکی و دین از جمله کتاب پرفروش نیویورک تایمز به زبان خدا:  دانشمندی شواهد اعتقادی را ارائه می‌دهد نوشته‌است. در این کتاب، دکتر کالینز طرفدار تکامل خداباوری است. او استدلال‌هایی را برای ایده خدا از زیست‌شناسی، اخترفیزیک، روان‌شناسی و سایر رشته‌ها مطرح می‌کند.  کولینز از بسیاری از اندیشمندان مشهور، به ویژه، c.s. لوئیس، و همچنین مقدس اوگوستین، استفان هاوکینگ و چارلز داروین. به زبان خدا، دکتر کالینز بیان می‌کند که چگونه مسیح را به عنوان ناجی خود در سال ۱۹۷۸ پذیرفت و از آن زمان مسیحی مؤمن بوده‌است. "خدای کتاب مقدس همچنین خدای ژنوم است"، دکتر کالینز می‌نویسد. "او را می‌توان در کلیسای جامع و آزمایشگاه پرستش کرد." فرانسیس کالینز همچنین بنیانگذار بنیاد biologos است، گروهی که بحث در مورد تقاطع مسیحیت و علم را تقویت می‌کنند.
۲۰۰۹: دکتر فرانسیس کالینز مدال ملی علوم را از رئیس‌جمهور باراک اوباما در کاخ سفید دریافت کرد.
در سال ۲۰۰۷، دکتر به کالینز مدال آزادی ریاست جمهوری، بالاترین افتخار غیرنظامی کشور اعطا شد. در بخش اعطای جایزه، تا حدی آمده‌است: "این پیشرفت چشمگیر دانش علمی شروع به بازکردن برخی از رمز و رازهای بزرگ زندگی بشر کرده و پتانسیل ایجاد درمان و درمان برخی از جدی‌ترین بیماری‌ها را ایجاد کرده‌است. ایالات متحده از فرانسیس کالینز بخاطر تلاشهایش برای رمزگشایی DNA و بهبود سلامت انسان قدردانی می‌کند. " در اوت ۲۰۰۸، دکتر کالینز پس از ۱۵ سال به عنوان مدیر مرکز ملی تحقیقات ژنوم انسانی کنار رفت. اندکی کمتر از یک سال بعد، رئیس‌جمهور باراک اوباما وی را به عنوان مدیر موسسات ملی بهداشت انتخاب کرد. بخشی از بخش بهداشت و خدمات انسانی، نهاد اصلی فدرال برای انجام و پشتیبانی تحقیقات پزشکی است. فرانسیس کولینز به عنوان مدیر نیوه، مسئول ۲۷ مؤسسه و مرکز تحقیقاتی جداگانه است، و از نظر رهبری و پشتیبانی مالی از محققان در هر ایالت و در سراسر جهان پشتیبانی می‌کند.
موسسات ملی بهداشت، مستقر در بتسدا، مریلند، بودجه سالانه بیش از ۳۰ میلیارد دلار برای تحقیقات پزشکی دارند. nih طیف گسترده‌ای از دانشمندان را پشتیبانی می‌کند، از جمله ۳۰۰۰۰۰ محقق در بیش از ۲۵۰۰ دانشگاه در سراسر جهان. نیه بزرگ‌ترین تأمین کننده عمومی آزمایش‌های بالینی در ایالات متحده است که سالانه ۳ میلیارد دلار تأمین می‌کند. کارآزمایی‌های بالینی جز تحقیقات زیست پزشکی است که مستقیماً به تغییرات در عمل پزشکی مرتبط است، از برنامه بالقوه انسانی برای یافته‌های آزمایشگاهی ابتکاری گرفته تا درمان‌ها و مداخلات پیشگیرانه در مراقبت‌های بالینی. nih تلاش چند جانبه ای را برای بهبود کیفیت و کارایی آزمایش‌های بالینی آغاز کرده‌است. در سال ۲۰۱۵ - تحت رهبری دکتر فرانسیس کولینز - نیه یک طرحی را برای مطالعه تاریخچه پزشکی و DNA یک میلیون داوطلب آمریکایی آغاز کرد. کالینز گفت که برنامه کوهورت ابتکار پزشکی دقیق، که اکنون همه ما نامگذاری شده‌است، "توانایی تبدیل واقعی عمل پزشکی را دارد" و پیش‌بینی کرد که درک تفاوت‌های فردی به پزشکان اجازه می‌دهد تا بیماری را بهتر پیشگیری و درمان کنند. این ابتکار مهم کمک خواهد کرد تا ارتباط بین قرار گرفتن در معرض محیط زیست، سبک زندگی، تنوع ژنتیکی و بیماری‌ها مشخص شود، به طوری که پزشکان می‌توانند از تمام این اطلاعات، از جمله توالی ژنوم جداگانه، برای تجویز درمان‌های سفارشی برای سرطان، دیابت و بیماری‌های قلبی استفاده کنند.
در سال ۲۰۲۰، به کولینز جایزه تمپلتون اعطا می‌شود که هر ساله به فردی اهدا می‌شود که دستاوردهای وی موجب پیشرفت چشم‌انداز بشردوستانه می‌شود. چشم انداز بشردوستانه سر جان تمپلتون عبارت بود از : «استفاده از قدرت علوم برای کشف عمیق‌ترین سوالات جهان و مکان و هدف بشریت در آن.». در ساخت جایزه، با ارزش ۱٫۱ میلیون پوند (تقریباً ۱ میلیون و ۳۵۳ هزار دلار)، بنیاد جان تمپتون خاطر نشان کرد که دکتر کالینز، «... در طول زندگی حرفه ای خود ادغام ایمان و عقل را حمایت کرده‌است.» با استناد به کتاب او، زبان خدا، گفته شد، «کالینز نشان داده‌است که چگونه ایمان مذهبی می‌تواند محرک تحقیقات علمی دقیق باشد.»
فرانسیس کالینز از طریق دولت دونالد ترامپ رئیس‌جمهور، به عنوان مدیر Nih خدمت کرد، و موسسات را از طریق بیماری همه گیر covid-19 که در سال ۲۰۲۰ جهان را درگیر کرد هدایت می‌کند.
همچنین کالینز از مدافعان حقوق حیوانات در آمریکا است
در پنجم اکتبر سال ۲۰۲۱ وی استعفای خود را از ریاست انستیتوهای ملی بهداشت آمریکا اعلام کرد

## مهم‌ترین آثار
- ۲۰۰۶:زبان خدا: یک دانشمند برای ایمان شواهد ارائه می‌کند؛ که هفته‌های متمادی درصدر لیست کتب پرفروش نیویورک تایمز بود. (به فارسی ترجمه شده‌است)

- The Language of Life: DNA and the Revolution in Personalized Medicine (HarperCollins, published in early 2010)
- Belief: Readings on the Reason for Faith (HarperOne, ۲ مارس ۲۰۱۰).[۵]